# George Whitfield Crabb
George Whitfield Crabb (* 22. Februar 1804 in Botetourt County, Virginia; † 15. August 1846 in Philadelphia, Pennsylvania) war ein US-amerikanischer Offizier, Richter und Politiker (Whig Party).

## Biografie
George Whitfield Crabb besuchte öffentliche Schulen und zog dann nach Tuscaloosa. Er wurde zum stellvertretenden geschäftsführenden Beamten (Assistant Secretary of State) gewählt und 1829 zum Rechnungsprüfer (Comptroller) für öffentlichen Konten. Dann diente er 1836 im Zweiten Seminolenkrieg, wo er den Dienstgrad eines Lieutenant Colonels der Alabama Volunteers bekleidete. Er war in den Jahren 1836 und 1837 Mitglied im Repräsentantenhaus von Alabama. Dann diente er in den Jahren 1837 und 1838 im Senat von Alabama. Ferner hatte er den Dienstgrad eines Generalmajors in der Miliz inne.
Crabb wurde in den 25. US-Kongress gewählt, um dort die freie Stelle zu füllen, die durch den Tod des Abgeordneten Joab Lawler entstand. Er wurde in den 26. US-Kongress wiedergewählt, allerdings erlitt er bei seiner Kandidatur in den 27. US-Kongress eine Niederlage. Crabb war im US-Repräsentantenhaus vom 4. September 1838 bis 3. März 1841 tätig. Dann wurde er 1846 zum Richter am Bezirksgericht von Mobile ernannt. Crabb starb 1846 in Philadelphia, sein Leichnam wurde dann nach Tuscaloosa überführt, wo er auf dem Greenwood Cemetery beigesetzt wurde.